# アボット・カマイ・ナ・パンアラプ
『アボット・カマイ・ナ・パンアラプ』（タガログ語: Abot-Kamay na Pangarap）は、フィリピンのテレビドラマ。2022年9月5日、 GMAネットワークで初公開された。

## 登場人物
リネス・サントス・タニャグ
演：カルミナ・ビジャロエル
アナリン・サントス・タニャグ
演：ジリアン・ウォード